# パーフェクトワールド (藤木直人の曲)
「パーフェクトワールド」は、藤木直人の通算3枚目のシングル。2000年7月19日にポニーキャニオンより発売。

## 概要
前作から約8ヶ月ぶりとなるシングル。オリコン週間シングルチャートで初登場80位。1stアルバム『BUMP!』に収録。カップリング曲は「君を見つめてた 月が照らしてた」と「distance」。

## 収録曲
1. パーフェクトワールド
（作詞・作曲:寺岡呼人/編曲:寺岡呼人、藤井謙二）
朝日放送『第82回全国高校野球選手権大会中継』（夏の甲子園）のオープニングテーマ。作詞、作曲ともに寺岡呼人が手がけた。PVは翌年発売のDVD「nao-hit TV ver1.0」に収録された。
2. 君を見つめてた 月が照らしてた
（作詞・作曲・編曲:寺岡呼人）
寺岡呼人の3rdシングルのタイトル曲をカバー。
3. distance
（作詞・作曲:藤木直人/編曲:寺岡呼人、藤井謙二）
4. パーフェクトワールド カラオケ
（作詞・作曲:寺岡呼人/編曲:寺岡呼人、藤井謙二）

## タイアップ
- 朝日放送『第82回全国高校野球選手権大会中継』オープニングテーマ（M-1）

## 収録アルバム
- BUMP!（M-1）
- HISTORY of NAOHITO FUJIKI 10TH ANNIVERSARY BOX（ベストアルバム限定盤）（M-1）
- HISTORY of NAOHITO FUJIKI Standard Edition（ベストアルバム通常盤）（M-1）